# 神児遊助のげんきのでる恋
『神児遊助のげんきのでる恋』（かみじゆうすけのげんきのでるこい）は、2009年9月1日よりBeeTVで配信されたドラマ。放送時間は5分。全12回。
2010年1月8日よりレンタルが開始された。

## 内容
俳優の上地雄輔（神児遊助名義）が、初めて企画・原案に挑戦している。
男と女の日常的な恋を描いたオムニバス作品。

### サブタイトル
1. 『浮気発覚!?カレシの携帯を見るオンナ 編』
  - 今週の神児語録「はい!今のそこから始めの一歩!」
2. 『親友か?男か?三角関係でまさかのバトル!?』
  - 今週の神児語録「本当に大事なものは何ですか?」
3. 『別れたいのに別れられない!ズルイ女!?』
  - 今週の神児語録「ごめんよりありがとうのほうがステキだよ!」
4. 『好きな女の子との約束は絶対守る!?』
  - 今週の神児語録「昔の自分がどう思うか!未来の自分をどうするか!」
5. 『うちのダンナ…本っ当にダメなんです!』
  - 今週の神児語録「ダンナの悪口　笑顔で言って」
6. 『大物を釣れ!男はサバかマグロか!?恋の漁師オンナ!』
  - 今週の神児語録「やめる勇気があるならやっちゃいな!」
7. 『憧れの人をオトす魔法の言葉♪』
  - 今週の神児語録「頑張ってがほしいならまず頑張って!」
8. 『あげろ女子力!主婦が恋して何が悪い!』
  - 今週の神児語録「今＋今＝今」
9. 『ひとりぼっちじゃいられない!サミシー女の甘え方』
  - 今週の神児語録「もしあなたがかわいそーならみんなかわいそー」
10. 『結婚間近?の相手に逃げられないためには!?』
  - 今週の神児語録「ありがとうって言って言われて」
11. 『年下のオトコに選ばれる!大人のオンナの条件』
  - 今週の神児語録「振らないとバットにボールは当たりません!」
12. 『恋のミラクル★げんきのでる恋をしよう!』
  - 今週の神児語録「手をつなごう!」

## 出演
- 神児遊助（ストーリーテラー） - 上地雄輔

第1話
- ミカ：南明奈
- 航平：柳澤貴彦
- チナミ：田中美保
- レイ：折山みゆ

第2話
- レイ：折山みゆ
- 美由紀：指出瑞貴
- 聡：桜田通
- ミカ：南明奈

第3話
- チナミ：田中美保
- 貴広：平沼紀久
- 真理子：マリエ
- ミカ：南明奈
- 木村啓介
- 亜希：今井りか

第4話
- 健：小林廉
- 里子：吉田里琴
- 恭子：田中律子
- 哲：長谷川朝晴

第5話
- 恭子：田中律子
- 哲：長谷川朝晴
- 健：小林廉
- 留美子：峯村リエ
- 小西美帆

第6話
- 真理子：マリエ
- 神谷祐樹
- 駿河太郎
- 亜希：今井りか
- チナミ：田中美保

第7話
- 正太：斉藤祥太
- 亜希：今井りか
- 駿河太郎
- 前田健

第8話
- 留美子：峯村リエ
- 夫：松尾諭
- 武生：聡太郎
- 小林海人

第9話
- 蒔子：映美くらら
- 敬太：渡部豪太
- 留美子：峯村リエ
- 駿河太郎
- 前田健

第10話
- 修：忍成修吾
- 彼女：矢沢心
- 宏美：鈴木杏樹

第11話
- 宏美：鈴木杏樹
- 京平：丸山敦史
- 修：忍成修吾
- チナミ：田中美保
- 前田健

第12話
- 幸一郎：武田鉄矢
- 女性：酒井和歌子
- 広己：小林海人
- 琴音:畠山彩奈
- 小西美帆

## スタッフ
- 演出：中島悟
- プロデュース：三宅裕士、三上絵里子
- 制作：日本テレビ
- オープニングテーマ：『Piece Of Your Heart』Do As Infinity
- エンディングテーマ：『Pride』弓木英梨乃